# Latitude 65
Latitude 65 är ett företag i Sverige. Företaget  tillverkar energidryck. Företaget har sin verksamhet i Jörn i Skellefteå kommun.

## Historia
Latitude 65 grundades 2020 av Alexander Harpa och Örjan Berglund. Försäljningen tog fart i augusti 2021 och under startåret omsatte bolaget 2,2 miljoner. I oktober 2022 hade företaget sex olika smaker som såldes på 800 olika försäljningsplatser runtom i Sverige. De hade då åtta anställda och hade sålt 2,5 miljoner burkar. Omsättningen 2022 uppgick till 26 miljoner. I januari 2023 hade företaget sålt mer än 4,5 miljoner burkar och hade 10 anställda.
År 2023 lanserade företaget även vitamindrycker, som namngavs efter Norrlandskustens städer Skellefteå, Piteå, Luleå och Umeå. Sett över året 2023 hade företaget 17 anställda och omsättningen uppgick till över 100 miljoner. Smaken Norrsken var 2023 en av finalisterna i Äkta varas antipris Årets matbluff. Detta eftersom produkten tillverkades i Småland och heller inte innehöll ingredienser från Jörn. Detta trots att produkten marknadsfördes med ord som "från norrländska breddgrader" och "skapad i Jörn".
I början av 2024 hade företaget tecknat avtal som central leverantör till Ica och Coop, vilket innebar att försäljningen skedde runt om i Sverige. Antalet anställda uppgick då till ett 30-tal.